# Leptotyphlops guayaquilensis
Leptotyphlops guayaquilensis este o specie de șerpi din genul Leptotyphlops, familia Leptotyphlopidae, descrisă de Orejas-miranda și Peters 1970. Conform Catalogue of Life specia Leptotyphlops guayaquilensis nu are subspecii cunoscute.